# Amylidia lynnea
Amylidia lynnea är en insektsart som beskrevs av Nielson 1983. Amylidia lynnea ingår i släktet Amylidia och familjen dvärgstritar. Inga underarter finns listade i Catalogue of Life.